# Szuvon Samsung Bluewings
A Szuvon Samsung Bluewings (hangul: 수원 삼성 블루윙즈) egy dél-koreai labdarúgóklub, melynek székhelye Szuvonban, Kjonggiban található. A klubot 1995-ben alapították és a K League 1-ben szerepel.
Dél-Korea egyik legsikeresebb labdarúgócsapata. A dél-koreai bajnokságot négy alkalommal (1998, 1999, 2004, 2008) nyerték meg. 2001-ben és 2002-ben elhódították az AFC-bajnokok ligája és az az AFC-szuperkupa serlegét is. 1998-ban a kupagyőztesek Ázsia-kupáját is megnyerték.
Hazai mérkőzéseiket a Szuvon Világbajnoki Stadionban játsszák. A stadion 43 288 néző befogadására alkalmas. A klub hivatalos színei a kék,  fehér és vörös. 

## Sikerlista
- Dél-koreai bajnok (4): 1998, 1999, 2004, 2008
- AFC-bajnokok ligája győztes (2): 2000–01, 2001–02
- Kupagyőztesek Ázsia-kupája győztes (1): 1997–98
- AFC-szuperkupa győztes (2): 2001, 2002

## Ismert játékosok
- Szo Dzsongvon
- I Undzse
- Kim Namil
- Cshö Szongjong
- Szong Dzsongguk
- Ko Dzsongszu
- Kim Minu
- Nádson
- Mato Neretljak